# Valencia Basket Club 1992-1993
Questa voce raccoglie le informazioni riguardanti il Valencia Basket Club nelle competizioni ufficiali della stagione 1992-1993.

## Stagione
La stagione 1992-1993 del Valencia Basket Club è la 5ª nel massimo campionato spagnolo di pallacanestro, la Liga ACB.
All'inizio della nuova stagione la Federazione decise di modificare il regolamento riguardo al numero di giocatori stranieri consentiti per ogni squadra che così venne allargato a tre.

## Roster
Aggiornato al 6 dicembre 2021.
| Pamesa Valencia 1992-93 | Pamesa Valencia 1992-93 |
| Giocatori               | Staff tecnico           |
| ----------------------- | ----------------------- |

| N. | Naz.                                       | Ruolo | Nome                    | Anno | Alt.   | Peso   |  |
| -- | ------------------------------------------ | ----- | ----------------------- | ---- | ------ | ------ |  |
| 4  | Spagna (bandiera)                          | AP    | José Luis Díaz          | 1959 | 195 cm |        |  |
| 5  | Spagna (bandiera)                          | P     | César Alonso            | 1975 | 183 cm |        |  |
| 6  | Spagna (bandiera)                          | G     | Víctor Luengo           | 1974 | 196 cm |        |  |
| 7  | Spagna (bandiera)                          | P     | Salva Díez              | 1963 | 193 cm |        |  |
| 8  | Stati Uniti (bandiera) · Spagna (bandiera) | C     | Brad Branson            | 1958 | 208 cm | 100 kg |  |
| 9  | Stati Uniti (bandiera)                     | AG    | Larry Micheaux          | 1960 | 206 cm | 100 kg |  |
| 10 | Stati Uniti (bandiera)                     | GA    | Conner Henry            | 1963 | 200 cm | 88 kg  |  |
| 10 | Stati Uniti (bandiera)                     | AG    | Andy Kennedy            | 1968 | 203 cm |        |  |
| 11 | Spagna (bandiera)                          | AG    | Francisco Javier Viguer | 1973 | 201 cm |        |  |
| 12 | Spagna (bandiera)                          | AG    | Juan Carlos Barros      | 1967 | 205 cm |        |  |
| 14 | Spagna (bandiera)                          | C     | Pedro Rodríguez         | 1964 | 202 cm |        |  |
| 15 | Stati Uniti (bandiera)                     | G     | Eric Johnson            | 1966 | 187 cm | 88 kg  |  |
| -  | Spagna (bandiera)                          | C     | Juan José Llamas        | 1974 | 202 cm |        |  |

| Allenatore                                                              |
| - Manu Moreno                                                           |
| Assistente/i                                                            |
| - Fernando Jiménez Legenda - (C) Capitano - (IN) Inattivo - Infortunato |

## Mercato

### Sessione estiva
| Acquisti | Acquisti        | Acquisti           | Acquisti   | Acquisti |
| R.a      | Nome            | da                 | Modalità   |          |
| -------- | --------------- | ------------------ | ---------- | -------- |
| AP       | Conner Henry    | Mulhouse           | definitivo |          |
| C        | Pedro Rodríguez | Estudiantes        | definitivo |          |
| G        | Eric Johnson    | Birmingham Bandits | definitivo |          |

| Cessioni | Cessioni           | Cessioni          | Cessioni       | Cessioni |
| R.       | Nome               | a                 | Modalità       |          |
| -------- | ------------------ | ----------------- | -------------- | -------- |
| G        | Carlos Elejabeitia | Daroca            | fine contratto |          |
| A        | Sergio Coterón     | Gran Canaria      | fine contratto |          |
| AG       | Alfredo Fabón      | Canarias Tenerife | fine contratto |          |
| C        | Javier González    | OAR Ferrol        | fine contratto |          |

### Dopo l'inizio della stagione
| Acquisti | Acquisti     | Acquisti   | Acquisti      | Acquisti   |
| R.       | Nome         | da         | Data          | Modalità   |
| -------- | ------------ | ---------- | ------------- | ---------- |
| AG       | Andy Kennedy | Free agent | novembre 1992 | definitivo |

| Cessioni | Cessioni     | Cessioni   | Cessioni      | Cessioni       |
| R.       | Nome         | a          | Data          | Modalità       |
| -------- | ------------ | ---------- | ------------- | -------------- |
| AG       | Andy Kennedy | Free agent | novembre 1992 | fine contratto |